# Takamine Guitars

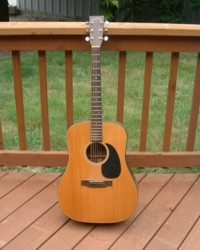
Takamine F340S del 1978

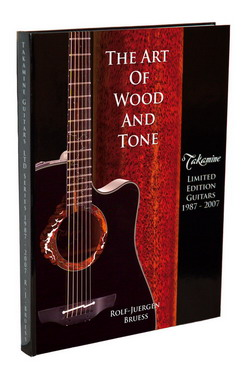
Libro Takamine "The Art Of Wood And Tone"

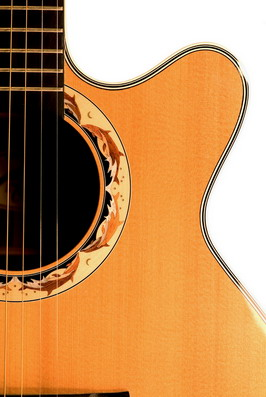
Takamine Ltd anno 2001

Takamine Co., Ltd. (高峰楽器製作所?, Takamine Gakki Seisakusho) è una azienda giapponese, legata alla produzione e alla manifattura di strumenti a corda. Ha sede a Nakatsugawa nella Prefettura di Gifu, Giappone. La Takamine Guitars è conosciuta soprattutto per le sue chitarre a corde metalliche.

## Storia
La compagnia è stata fondata nel maggio del 1962. Nel 1978 è stata fra le prime aziende ad introdurre modelli di chitarra acustico-elettrica e un marchio pioniere nel design di componenti di preamplificazione ed equalizzazione.
Il nome della compagnia è spesso oggetto di un diffuso errore di pronuncia (ovvero /ˈtækəmaɪn/) da parte della comunità anglofona. La pronuncia fedele del nome, in giapponese, è /tækəˈmiːneɪ/. Lo stesso nome è traducibile in italiano come "alta cresta" o "alto picco".
Il distributore della Takamine negli Stati Uniti è la Kaman Music Corporation.
Nei primi anni ottanta, a causa di un sospetto plagio di una chitarra americana da parte di Takamine, la Martin ha inviato all'azienda una lettera di richiamo formale, in quanto lo strumento (compreso il logo) risultava quasi del tutto identico alla controparte made in USA. Per decisione di Chris F. Martin IV, amministratore delegato dell'omonima azienda, diffusa attraverso Forum non ufficiale delle chitarre Martin, non è mai stata depositata alcuna causa contro Takamine. Successivamente, però, l'azienda giapponese ha apportato diverse modifiche all'aspetto delle proprie chitarre.
Cionondimeno, Takamine non ha mancato di farsi conoscere negli anni per meriti propri, legati alla qualità del timbro e l'acustica dei suoi strumenti, sia amplificati che non. Ogni anno, dal 1987, Takamine presenta un modello di Chitarra in Edizione Limitata, che viene prodotto in numero davvero circoscritto (nell'ordine di qualche migliaio di chitarre distribuite a livello mondiale). Queste chitarre sono sempre equipaggiate delle ultime combinazioni di pick-up e preamplificatori disponibili e presentano intarsi di notevole fattura, con motivi che rimandano al mondo della natura o a fenomeni astronomici. Nel novembre 2007 è stato pubblicato per la prima volta un manuale dedicato al marchio giapponese; nel libro trovano posto ampie digressioni sui metodi di lavorazione, la Serie Limitata e dettagli storici e tecnici sugli strumenti Takamine (per informazioni consultare ).

## Takamine Serie G
Una delle serie Takamine più famose è la Serie G. Questa linea propone strumenti di qualità professionale a prezzi ragionevoli, con soltanto alcuni svantaggi minori rispetto ai modelli più costosi del marchio giapponese. Ad ogni modo la pulizia del suono e l'ottima suonabilità rende adatti queste chitarre sia per uso domestico che per uso professionale.

## Artisti (parziale)
Molti importanti artisti si sono affidati a chitarre Takamine nelle loro registrazioni o nelle esibizioni dal vivo.
- Bruce Springsteen
- Bob Dylan
- Jon Bon Jovi
- David Gilmour
- Noel Gallagher (in Stop the Clocks degli Oasis viene suonata proprio una Takamine)
- David Meshow
- Avril Lavigne
- Travis
- Johnny Rzeznik dei Goo Goo Dolls
- Michael Jones
- Bruno Mars (in Billionaire featuring Travis McCoy)
- Buckethead
- Garth Brooks
- Nils Lofgren
- Glenn Frey degli Eagles
- Jean-Félix Lalanne
- Ed Kowalczyk (in esibizioni live)
- Alain Souchon
- Francis Cabrel
- Good Charlotte (Joel Madden, Benji Madden)
- Jean-Jacques Goldman
- Danny Jones
- Tom Fletcher
- Boris Jardel
- Kosho dei Söhne Mannheims
- Meredith Brooks
- Julia Nunes
- Richard Kruspe
- Linkin Park
- Igor Presnjakov
- Goran Kuzminac
- Umberto Tozzi
- Simon Neil
- Augusto Daolio
- Cristiano De André